# Exoneura elongata
Exoneura elongata är en biart som beskrevs av Rayment 1954. Exoneura elongata ingår i släktet Exoneura och familjen långtungebin. Inga underarter finns listade i Catalogue of Life.